# Gerbillus percivali
Gerbillus percivali is een zoogdier uit de familie van de Muridae. De wetenschappelijke naam van de soort werd voor het eerst geldig gepubliceerd door Dollman in 1914.